# Heilig Kreuz (Sonthofen)

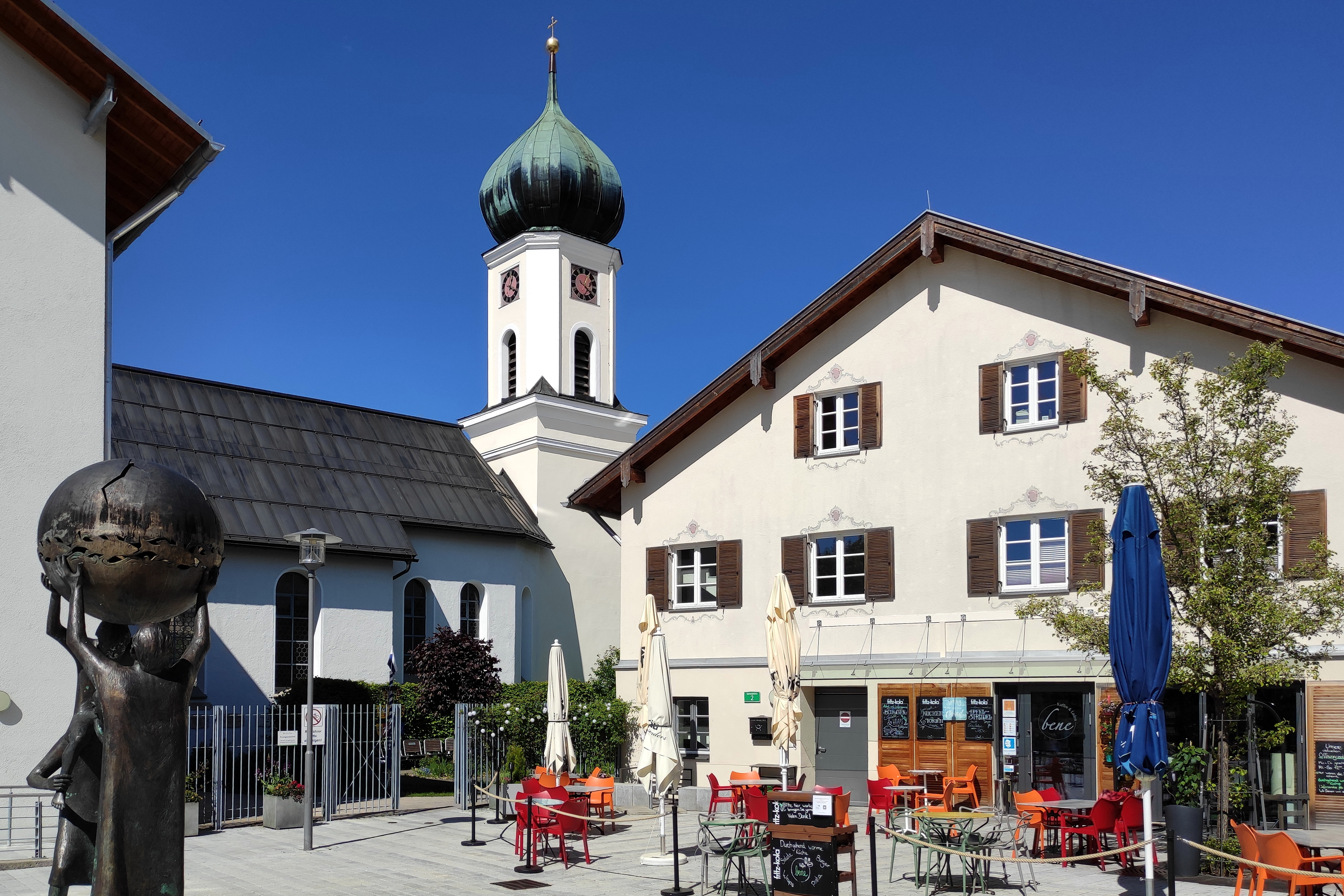
Heilig Kreuz in Sonthofen

Die römisch-katholische Spitalkirche Heilig Kreuz steht in Sonthofen, der Kreisstadt des schwäbischen Landkreises Oberallgäu in Bayern. Das Bauwerk ist in der Liste der Baudenkmäler in Sonthofen als Baudenkmal unter der Nr. D-7-80-139-3 eingetragen.

## Beschreibung
Die 1499 errichtete Saalkirche wurde nach ihrer Zerstörung im Zweiten Weltkrieg 1945–48 wieder aufgebaut. Sie besteht aus einem Langhaus, einem eingezogenen, dreiseitig geschlossenen Chor im Osten, dem 1737 im Scheitel des Chors ein Kirchturm vorgesetzt wurde. Er wurde mit einem Geschoss mit abgeschrägten Ecken, das die Turmuhr und den Glockenstuhl beherbergt, aufgestockt und mit einer Zwiebelhaube bedeckt. 
Zur Kirchenausstattung gehört ein neuromanischer Hochaltar, der um 1880 aus der Klosterkirche Maria Stern in Augsburg übergeführt wurde. Der um 1760/70 entstandene Kreuzweg befand sich bis 1891 in der Pfarrkirche St. Michael.